# Stonoga murowa

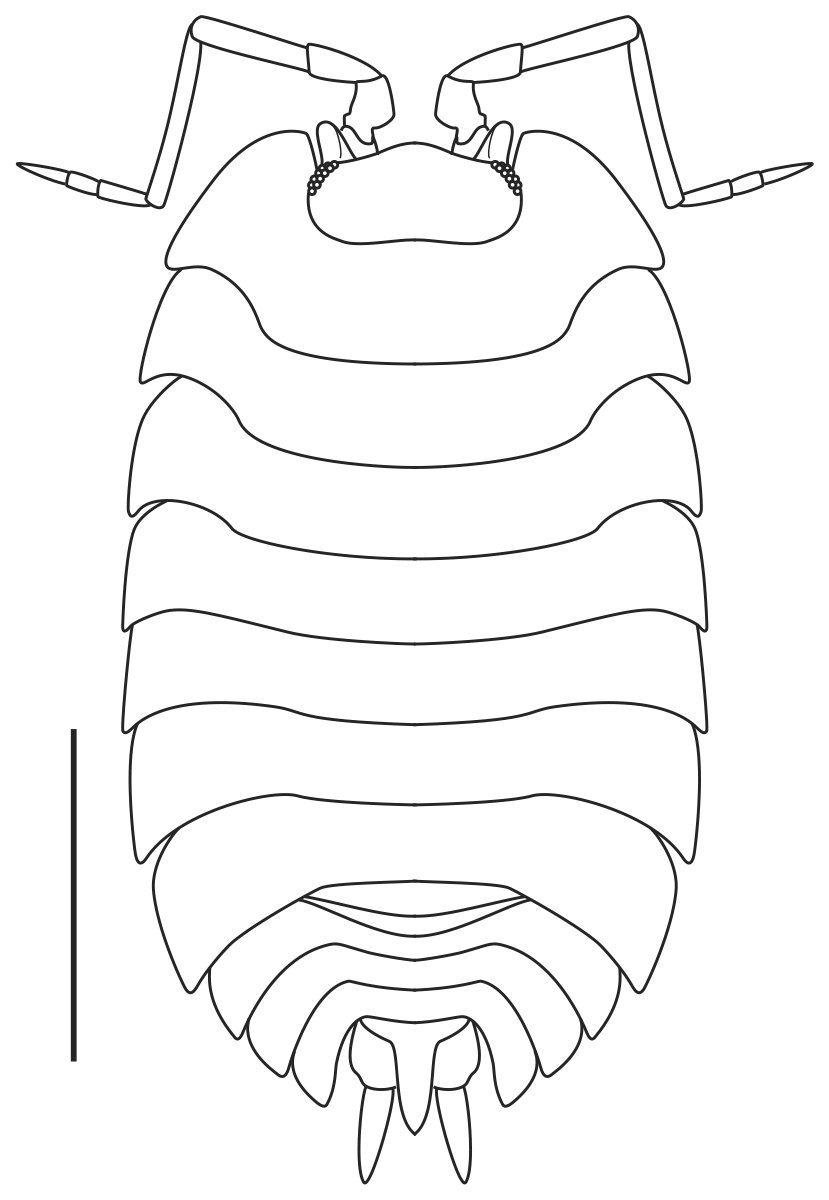
Stonoga murowa. Pasek skali: 5 mm.

Stonoga murowa (Oniscus asellus) – skorupiak z rodziny Oniscidae, nazywany również stonogiem myszatym. Jest to niewielkich rozmiarów zwierzę, które często zamieszkuje piwnice lub szklarnie, wyrządzając przy tym ogromne szkody, głównie w uprawach roślin.
Gatunkiem pokrewnym stonogi murowej, z którym często jest mylona, jest prosionek szorstki. Niektóre stonogi murowe żyją we wspólnych siedliskach z prosionkami szorstkimi.

## Budowa i wygląd zewnętrzny
- Długość: do 18 mm, szerokość: 6–10 mm;
- Kształt: jajowaty, szeroki, spłaszczony grzbietobrzusznie[2];
- Pancerz: chitynowy, wodoodporny, stanowi ochronę ciała;
- Ubarwienie: w większości szare, z jasnymi plamkami na grzbiecie;
- Głowa (a dokładnie głowotułów, cefalotoraks)[2]:
  - Czułki: biczyk (flagellum) czułków II pary, czyli ich końcowy odcinek, składa się z 3 segmentów[2];
  - Oczy: złożone, występują po bokach[2][4];
  - Przednia krawędź po obydwu bokach tworzy wyraźny płat między okiem i podstawą czułka[2].
- Pereon (tułów, toraks)[2]:
  - Liczba segmentów: 7[2];
  - Odnóża: 7 par odnóży krocznych[2], słabo widoczne spod pancerza;
- Pleon (odwłok, abdomen)[2]:
  - Liczba segmentów: 6–5 wolnych oraz pleotelson, będący połączeniem ostatniego segmentu i telsonu[2];
  - Szerokość na granicy pereonu i pleonu zmniejsza się stopniowo, nie gwałtownie[2].
  - Płuca: brak płuc pleopodialnych widocznych jako pogrubione białe łatki[2];
  - Pleotelson: wydłużony, spiczasty[2];
- Nie potrafi zwinąć się w kulkę[2]

## Środowisko życia
Stonogi mogą żyć jedynie w środowisku wilgotnym. Unikają miejsc nasłonecznionych, ponieważ może to doprowadzić do śmierci przez wyschnięcie. Można je spotkać pod odstającą korą w lesie, w butwiejących kłodach oraz na cmentarzach czy ruinach zamków. Gdy środowisko nie sprzyja stonogom, ukrywają się one w piwnicach lub szklarniach.

## Odżywianie
Podstawowym pożywieniem stonogi są butwiejące resztki roślin oraz szczątki zwierząt. Rzadziej żywią się świeżymi roślinami. Czasami zjadają martwe szczątki swojego gatunku, a w czasie linienia dochodzi do kanibalizmu.

## Rozmnażanie i rozwój
Do kopulacji dochodzi w całkowitych ciemnościach. Samiec przekazuje nasienie samicy, gdy znajdzie się na grzbiecie pod nią. Cały proces trwa ok. 5 minut. Po zakończeniu kopulacji, samica składa jaja do komory lęgowej, która znajduje się na spodzie ciała. Po rozwoju zarodkowym, z komory lęgowej uwalniane są larwy. Po kilku procesach linienia larwy przekształcają się w osobniki dorosłe.

## Występowanie
Stonoga występuje w środkowej i północnej Europie, a także zachodniej Azji.
Jest gatunkiem pochodzenia atlantyckiego, w Polsce zasiedla głównie siedliska synantropijne, naturalne tylko na wybrzeżu i na stanowiskach na Dolnym Śląsku i w Sudetach.
Często można je zauważyć na murach podczas wilgotnych dni.